# Tadeusz Miłobędzki

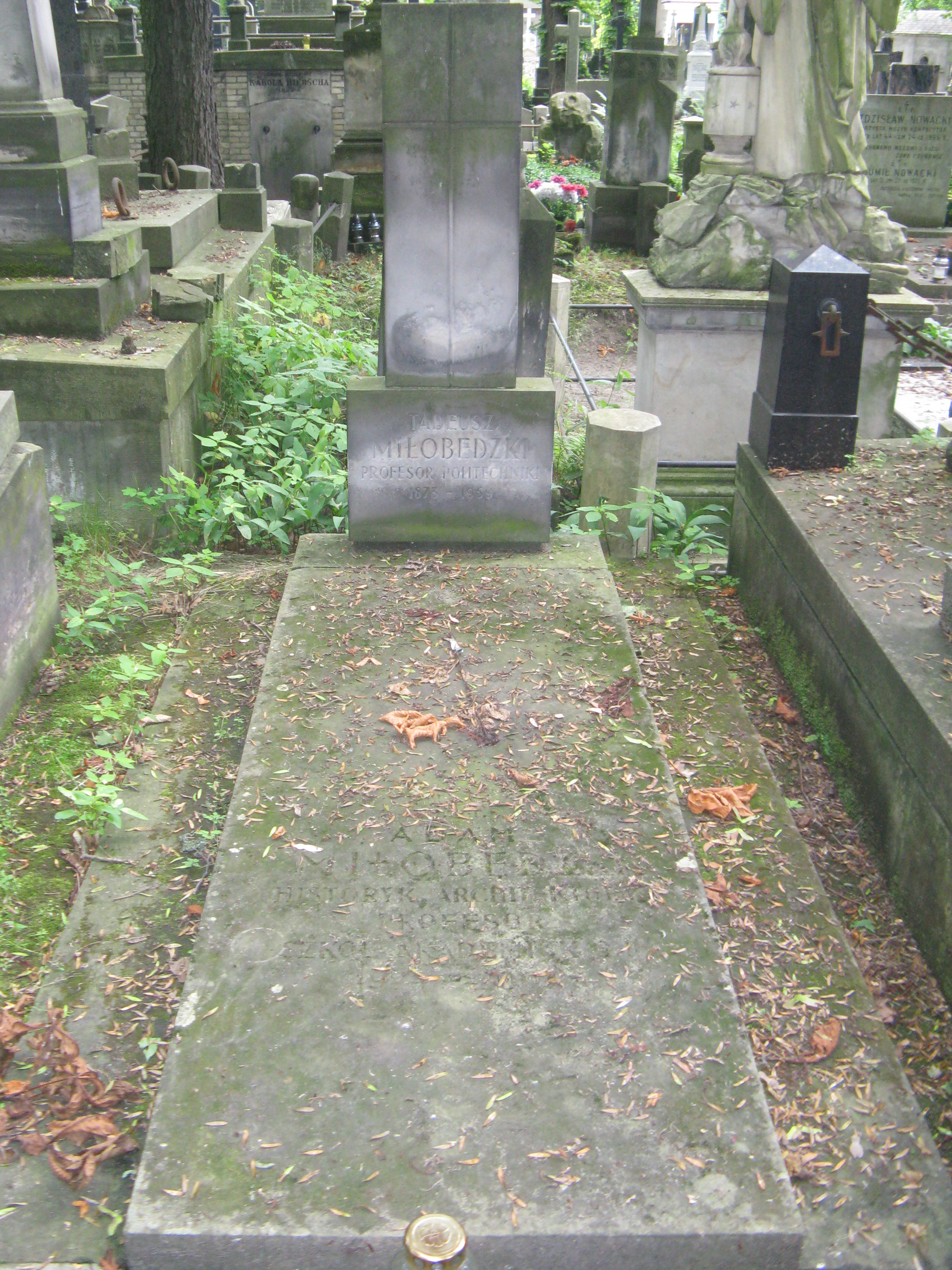
Grób Tadeusza Miłobędzkiego na cmentarzu Powązkowskim

Tadeusz Benon Miłobędzki (ur. 16 czerwca 1873 w Kole, zm. 13 lipca 1959 w Warszawie) – polski chemik, rektor SGGW.

## Życiorys
Syn Jakuba Ignacego Miłobędzkiego (1839–1919), inżyniera powiatowego, oraz Salomei Zofii z Rokossowskich h. Glaubicz (1852–1938). Ukończył gimnazjum filologiczne w Kaliszu, a następnie Wydział Fizyko-Matematyczny Cesarskiego Uniwersytetu Warszawskiego (1897). W latach 1904–1905 odbywa studia uzupełniające w Bernie i Lipsku, m.in. u prof. Wilhelma Oswalda, a w 1912 uzyskuje magisterium w Uniwersytecie Warszawskim. Doktorat uzyskał w 1918 w Uniwersytecie Jagiellońskim w Krakowie na podstawie pracy „O tautomerii kwasu fosforawego”. Był jednym z założycieli Polskiego Towarzystwa Chemicznego (został jego honorowym członkiem w 1937 roku, w latach 1928 i 1952 prezes PTCh). Od 1945 członek PAU, od 1952 członek tytularny, od 1957 członek rzeczywisty PAN. W latach 1915–1918 był redaktorem czasopisma „Chemik Polski”, w latach 1935–1939 i 1946 redagował „Roczniki Chemii”, a w latach 1947–1955 „Chemię Współczesną”.
W latach 1906–1913 był działaczem Towarzystwa Kultury Polskiej.
W latach 1906–1918 był wykładowcą chemii nieorganicznej na Wydziale Przyrodniczym Towarzystwa Kursów Naukowych w Warszawie, a w latach 1909-1911 pełnił funkcję dziekana wydziału.
Od 1917 profesor SGGW, a w latach 1920–1921 pierwszy z wyboru rektor uczelni. Od 1922 do 1929 profesor Uniwersytetu Poznańskiego. Następnie – do 1939 – profesor Politechniki Warszawskiej (w latach 1933–1934 był dziekanem wydziału chemicznego). Jako profesor zwyczajny PW otrzymał tytuł profesora honorowego na Wydziale Leśnym SGGW z dniem 27 września 1938. W latach 1945–1946 profesor Uniwersytetu Jagiellońskiego, od 1946 ponownie profesor Politechniki Warszawskiej.
Tadeusz Miłobędzki był autorem ok. 90 publikacji naukowych z dziedziny chemii fosforu [7 prac dotyczących głównie syntezy i tautomerii związków P(III) i analizy chemicznej. Jako pierwszy (we współpracy ze Stanisławem Kostaneckim) określił skład chemiczny kurkumy. Autor podręczników analizy jakościowej i ilościowej.
Zmarł 13 lipca 1959 roku w wieku 86 lat (był najdłużej żyjącym rektorem SGGW); pochowany na cmentarzu Powązkowskim w Warszawie (kwatera 28-6-21).
Brat Józefa Miłobędzkiego. Jego syn, Adam Miłobędzki, był historykiem sztuki i architektury.
Materiały archiwalne Tadeusza Miłobędzkiego znajdują się w PAN Archiwum w Warszawie pod sygnaturą III-89.

## Ordery i odznaczenia
- Order Sztandaru Pracy II kl. (1956)
- Krzyż Komandorski Orderu Odrodzenia Polski (11 listopada 1937)[7]
- Krzyż Oficerski Orderu Odrodzenia Polski (28 września 1954)[8]
- Medal 10-lecia Polski Ludowej (14 stycznia 1955)[9]
- Order Świętego Stanisława III kl. (Imperium Rosyjskie)